# آيونتوكائين
آيونتوكائين (بالإنجليزية: Iontocaine)‏ هو دواء يستخدم في التخدير، سوق تحت اسمين تجاريين هما Numby و Phoresor PM900. وهو عبارة عن مخدر موضعي مع مضيق أوعية يعطى عن طريق الإرحال الأيوني عبر الجلد. يمكن أن يخدر 10 ملم من الجلد خلال 10 دقائق. يحتوي على محلول 2٪ ليدوكائين و 0.01 ملغ/مل إبينيفرين.
حصل آيونتوكائين على ترخيص إدارة الغذاء والدواء الأمريكية في 21 ديسمبر 1995. أوقف منتجه تصنيعه في 2005.